# 毛起
毛起（1501年—？年），字潛賓，號青城，四川嘉定州夾江縣人，民籍。

## 生平
三月初九日生，行一，治《書經》，由國子生中式四川鄉試第三十三名舉人，年四十七歲中式嘉靖二十六年丁未科會試第一百一十八名，第三甲第十八名進士。改翰林院庶吉士，二十八年十月授检讨，贬池州府、苏州府推官，历任南京礼部郎中、济南府知府，升山东按察司副使，後贬云南。

## 家族
曾祖毛鳳，知府；祖毛經綸；父毛亨，貢士；母王氏。永感下，妻宿氏，繼妻莫氏；胡氏；弟赳。